# ياماناشي (ياماناشي)
مدينة ياماناشي (بالإنجليزية: Yamanashi)‏ هي أحد المدن التابعة لمحافظة ياماناشي. تأسست رسميًا في 22/03/2005. ويقدر عدد سكانها بـ 38202 نسمة حسب تقدير مكتب الإحصاء الياباني لعام 2012. تبلغ مساحة ياماناشي 289.87 كم2. بكثافة سكانية تبلغ 132 نسمة/كم2.

## أعلام
- ماساهيكو كوبه
- ماساكي فوكا
- شينغو تاكاجي
- ماسايوكي كوجيما
- تيتسويا ماتسوموتو